# Scylaticus iota
Scylaticus iota är en tvåvingeart som beskrevs av Jason Gilbert Hayden Londt 1992. Scylaticus iota ingår i släktet Scylaticus och familjen rovflugor. Inga underarter finns listade i Catalogue of Life.